# Strefa ochrony częściowej
Strefa ochrony częściowej w parku narodowym (w przeciwieństwie do strefy ochrony ścisłej) zmierza do przywrócenia pierwotnego stanu środowiska, czyli unaturalnienia biocenoz lub zachowania ich w określonym stanie w celu stworzenia optymalnych warunków wybranym składnikom danej biocenozy. Realizacja ochrony częściowej może wiązać się z:
- przebudową składu gatunkowego danej fitocenozy
- popieraniem rozwoju określonych gatunków przez usuwanie ich konkurentów
- zabiegami przyspieszającymi rozwój danego gatunku (specjalnych zabiegów wymagają gatunki chronionych zwierząt, którym należy zapewnić niezbędne warunki egzystencji)

Ochrona częściowa może mieć charakter zachowawczy (zapewnienie przyrodzie zewnętrznego bezpieczeństwa) lub czynny (stabilizacja, denaturalizacja, przebudowa lub eksperyment wewnątrz rezerwatu).